# متباينة فايتزينبوخ

حسب متراجحة فايتزينبوخ فإن مساحة هذا المثلث هي على الأكثر

في الهندسة الرياضية، متراجحة فايتزينبوخ،(بالإنجليزية: Weitzenböck's inequality)‏ المسماة على شرف رولاند فايتزينبوخ ، تنص على أنه في مثلث أطوال أضلاعه {\displaystyle a}، {\displaystyle b}، {\displaystyle c}، ومساحته {\displaystyle \Delta }، المتراجحة التالية محققة:
{\displaystyle a^{2}+b^{2}+c^{2}\geq 4{\sqrt {3}}\,\Delta .}
تنتج حالة المساواة إذا وفقط إذا كان المثلث متساوي الأضلاع. متراجحة بيدو هي تعميم لمتراجحة فايتزينبوخ.

## مزيد براهين
برهان هذه المفاوتة طلب كسؤال في أولمبياد الرياضيات الدولي لسنة 1961. مع ذلك، فهو ليس صعبًا إذا ما استخدمنا له صيغة هيرون لمساحة مثلث:
{\displaystyle {\begin{aligned}\Delta &{}={\frac {1}{4}}{\sqrt {(a+b+c)(a+b-c)(b+c-a)(c+a-b)}}\\&{}={\frac {1}{4}}{\sqrt {2(a^{2}b^{2}+a^{2}c^{2}+b^{2}c^{2})-(a^{4}+b^{4}+c^{4})}}.\end{aligned}}}

### الطريقة الأولى
يمكن إثبات أن مساحة مثلث نابوليون الداخلي، الموجبة، هي:
{\displaystyle {\frac {\sqrt {3}}{24}}(a^{2}+b^{2}+c^{2}-4{\sqrt {3}}\Delta )}
و إذًا فالتعبير داخل الأقواس أكبر من أو يساوي 0.

### الطريقة الثانية
هذه الطريقة لاتفترض معرفة بالمتفاوتات باسثتناء علم أن المربعات موجبة.
{\displaystyle {\begin{aligned}{}&(a^{2}-b^{2})^{2}+(b^{2}-c^{2})^{2}+(c^{2}-a^{2})^{2}\geq 0\\{}\iff &2(a^{4}+b^{4}+c^{4})-2(a^{2}b^{2}+a^{2}c^{2}+b^{2}c^{2})\geq 0\\{}\iff &{\frac {4(a^{4}+b^{4}+c^{4})}{3}}\geq {\frac {4(a^{2}b^{2}+a^{2}c^{2}+b^{2}c^{2})}{3}}\\{}\iff &{\frac {(a^{4}+b^{4}+c^{4})+2(a^{2}b^{2}+a^{2}c^{2}+b^{2}c^{2})}{3}}\geq 2(a^{2}b^{2}+a^{2}c^{2}+b^{2}c^{2})-(a^{4}+b^{4}+c^{4})\\{}\iff &{\frac {(a^{2}+b^{2}+c^{2})^{2}}{3}}\geq (4\Delta )^{2},\end{aligned}}}
و ستظهر النتيجة تلقائيا عند أخذ الجذور الموجبة لكلا الطرفين. يمكن ملاحظة أيضا من المتراجحة الأولى أن حالة المساواة تتحقق فقط عندما {\displaystyle a=b=c} والمثلث متساوي الأضلاع.

### الطريقة الثالثة
هذا البرهان يفترض معرفة متراجحة المتوسطين الحسابي والهندسي.
{\displaystyle {\begin{aligned}&&(a-b)^{2}+(b-c)^{2}+(c-a)^{2}&\geq &&0\\\Rightarrow &&2a^{2}+2b^{2}+2c^{2}&\geq &&2ab+2bc+2ac\\\iff &&3(a^{2}+b^{2}+c^{2})&\geq &&(a+b+c)^{2}\\\iff &&a^{2}+b^{2}+c^{2}&\geq &&{\sqrt {3(a+b+c)\left({\frac {a+b+c}{3}}\right)^{3}}}\\\Rightarrow &&a^{2}+b^{2}+c^{2}&\geq &&{\sqrt {3(a+b+c)(-a+b+c)(a-b+c)(a+b-c)}}\\\iff &&a^{2}+b^{2}+c^{2}&\geq &&4{\sqrt {3}}\Delta .\end{aligned}}}
وبما أنه تم استعمال متراجحة المتوسطين الحسابي والهندسي، فإن حالة المساواة تتحقق عندما {\displaystyle a=b=c} و المثلث متساوي الأضلاع.

## وصلات خارجية
- إيريك ويستاين، متراجحة فايتزينبوخ، ماثوورلد Mathworld (باللغة الإنكليزية).
- "Weitzenböck's Inequality," an interactive demonstration by Jay Warendorff - Wolfram Demonstrations Project.